# Công đồng Lateranô II
Công đồng Lateran II do giáo hoàng Innôcentê II triệu tập năm 1139. Có khoảng 1.000 tham dự viên họp trong tháng 4, để lên án việc ly giáo của Anacletus.
Công đồng Lateran II tái khẳng định Luật độc thân tu sĩ đã được đề cập trong các công đồng trước:
- Những linh mục, phó tế hay phụ phó tế nào vi phạm luật độc thân sẽ bị loại trừ khỏi chức vụ (điều khoản 6).
- Theo lời dạy của các Giáo hoàng tiền nhiệm Gregory VII, Urbano, và Paschal, công đồng cấm giáo dân dự lễ những linh mục vi phạm luật này (điều khoản 7).

Trước đó, giáo hoàng Nicôla II (năm 1059) và giáo hoàng Grêgôriô VII (năm 1075) đã cấm các linh mục vi phạm luật độc thân làm lễ, và cấm giáo dân đến dự lễ họ dâng, và cấm các vị này thi hành các chức vụ trong giáo hội.
Trong Công Đồng Lateran II cho rằng: ma quỷ (hoặc Satan) và các quỷ khác "đã được Thiên Chúa tạo dựng tốt lành nhưng chúng tự ý trở thành ma quỷ.". Công đồng cũng đã xếp Bí tích Hôn Phối chung với các Bí tích Thánh Thể, Thánh Tẩy và Truyền Chức (D 367).